# فوبه دالر
فوبه دالر (انگلیسی: Phoebe Dollar؛ زادهٔ ۲۶ ژوئیهٔ ۱۹۷۹) یک هنرپیشه اهل ایالات متحده آمریکا است.